# Tems
Tems (справжнє ім'я: Теміладе Опенії; англ. Temilade Openiyi, нар.. 11 червня 1995 року) — нігерійська співачка, хіп-хоп-музикантка, авторка та виконавиця, продюсерка. Має кілька номінацій та нагород. У травні 2021 року Tems була названа під номером один у чарті Billboard Next Big Sound і поставлена на п'яте місце у чарті перспективних виконавців Billboard Emerging Artists у вересні 2021 року, Tems записується на лейблі RCA records і анонсована як артист місяця Apple Music Up Next.

## Життєпис
Народилася 11 червня 1995 року в Лагосі в Нігерії. Повне ім'я при народженні Temilade Openiyi. Народжена від матері-нігерійки та батька британського нігерійця, вона переїхала до Сполученого Королівства невдовзі після народження. Батьки розійшлися, коли їй було п'ять років. Темс повернулася до Нігерії зі своєю матір'ю, вони жили в Ілупеджу, перш ніж переїхати в Леккі, потім в Аджу (поблизу Лагоса). Tems відвідувала коледж Dowen College перш ніж вирушити до Південної Африки для здобуття вищої освіти. У школі її помітив вчитель музики, і дівчина навчилася грати на фортепіано. Теміладе Опенії практикувалася в співі під акомпанемент братової гітари.
У 2020 році її спільний з Wizkid та Джастіном Бібером сингл Essence досяг першого місця в чарті BBC 1Xtra Airplay Chart і також став першим її хітом в американському хіт-параді Billboard Hot 100.
8 листопада 2020 Tems була включена в номінацію The Future Awards Africa: Class of 2020.
2 вересня 2021 року в Лагосі було анонсовано спільну участь Tems з Дрейком у альбомі Certified Lover Boy. Їхня колаборація в пісні «Fountains» досягла 26-го місця в американському хіт-параді Billboard Hot 100.

## Дискографія

### Альбоми саундтреків
| Назва                                                                                          | Деталі альбому | Пікові позиції у чартах | Пікові позиції у чартах | Пікові позиції у чартах | Пікові позиції у чартах | Пікові позиції у чартах | Пікові позиції у чартах | Пікові позиції у чартах | Пікові позиції у чартах | Пікові позиції у чартах | Пікові позиції у чартах |
| Назва                                                                                          | Деталі альбому | AUS                     | BEL (FL)                | CAN                     | FRA                     | GER                     | IRL                     | NZ                      | SWI                     | UK                      | US                      |
| ---------------------------------------------------------------------------------------------- | --- | ----------------------- | ----------------------- | ----------------------- | ----------------------- | ----------------------- | ----------------------- | ----------------------- | ----------------------- | ----------------------- | ----------------------- |
| Black Panther: Wakanda Forever — Music from and Inspired By (з Ріанною та різними виконавцями) | - Реліз: 4 листопада 2022 (US) - Лейбл: Roc Nation, Def Jam, Hollywood - Формат: CD, LP, Завантаження музики, Потокове мультимедіа | 79                      | 50                      | 7                       | 47                      | 73                      | 2                       | 17                      | 31                      | 3                       | 12                      |

### Мініальбоми
| Назва                 | Деталі EP                                                                                              |
| --------------------- | --- |
| For Broken Ears       | - Реліз: 25 September 2020 - Лейбл: Leading Vibes - Формат: завантаження музики, Потокове мультимедіа  |
| If Orange Was a Place | - Реліз: 15 September 2021 - Лейбл: Since '93, RCA - Формат: завантаження музики, потокове мультимедіа |

### Сингли

#### Як головний артист
| Назва                                                                               | Рік  | Пікові позиції у чарті | Пікові позиції у чарті | Пікові позиції у чарті | Пікові позиції у чарті | Сертифікації | Альбом                         |
| Назва                                                                               | Рік  | US                     | US R&B/HH              | US R&B                 | US World               | Сертифікації | Альбом                         |
| ----------------------------------------------------------------------------------- | ---- | ---------------------- | ---------------------- | ---------------------- | ---------------------- | ------------ | ------------------------------ |
| «Mr Rebel»                                                                          | 2018 | —                      | —                      | —                      | —                      |              | Сингли поза альбомом           |
| «Looku Looku»                                                                       | 2019 | —                      | —                      | —                      | —                      |              | Сингли поза альбомом           |
| «Try Me»                                                                            | 2019 | —                      | —                      | —                      | —                      |              | Сингли поза альбомом           |
| «These Days»                                                                        | 2020 | —                      | —                      | —                      | —                      |              | Сингли поза альбомом           |
| «Damages»                                                                           | 2020 | —                      | —                      | —                      | —                      |              | For Broken Ears                |
| «Crazy Tings»                                                                       | 2021 | —                      | —                      | —                      | —                      |              | If Orange Was a Place          |
| «No Woman, No Cry» (на Marvel)                                                      | 2022 | —                      | —                      | —                      | 1                      |              | Black Panther: Wakanda Forever |
| «Free Mind»                                                                         | 2022 | 46                     | 12                     | 4                      | —                      | - RIAA: Gold | For Broken Ears                |
| «—» позначає запис, який не потрапив у чарти або не був випущений на цій території. |      |                        |                        |                        |                        |              |                                |

#### Як відомий артист
| Назва                                                                               | Рік  | Пікові позиції у чарті | Пікові позиції у чарті | Пікові позиції у чарті | Пікові позиції у чарті | Пікові позиції у чарті | Пікові позиції у чарті | Пікові позиції у чарті | Пікові позиції у чарті | Пікові позиції у чарті | Пікові позиції у чарті | Сертифікації                                                                                        | Альбом            |
| Назва                                                                               | Рік  | CAN                    | IRE                    | NZ                     | POR                    | SWE Heat.              | SWI                    | UK                     | US                     | US R&B/HH              | WW                     | Сертифікації                                                                                        | Альбом            |
| ----------------------------------------------------------------------------------- | ---- | ---------------------- | ---------------------- | ---------------------- | ---------------------- | ---------------------- | ---------------------- | ---------------------- | ---------------------- | ---------------------- | ---------------------- | --------------------------------------------------------------------------------------------------- | ----------------- |
| «Know Your Worth» (Халід та Disclosure за участю Davido та Tems)                    | 2020 | —                      | —                      | —                      | —                      | —                      | —                      | —                      | —                      | —                      | —                      | | Non-album singles |
| «Essence» (Wizkid із Tems або також Джастін Бібер)                                  | 2021 | 30                     | 41                     | 15                     | 108                    | 1                      | 95                     | 16                     | 9                      | 3                      | 28                     | - BPI: Platinum - MC: 2× Platinum - RIAA: 3× Platinum - RMNZ: Gold                                  | Made in Lagos     |
| «Wait for U» (Future за участі Дрейка та Tems)                                      | 2022 | 3                      | 21                     | 7                      | 68                     | 1                      | 34                     | 8                      | 1                      | 1                      | 2                      | - AFP: Gold - ARIA: 2× Platinum - BPI: Platinum - MC: Platinum - RIAA: 3× Platinum - RMNZ: Platinum | I Never Liked You |
| «—» позначає запис, який не потрапив у чарти або не був випущений на цій території. |      |                        |                        |                        |                        |                        |                        |                        |                        |                        |                        | |                   |

### Інші пісні в чартах
| Назва                                                                             | Рік  | Пікові позиції у чарті | Пікові позиції у чарті | Пікові позиції у чарті | Пікові позиції у чарті | Пікові позиції у чарті | Пікові позиції у чарті | Пікові позиції у чарті | Пікові позиції у чарті | Пікові позиції у чарті | Пікові позиції у чарті | Альбом                |
| Назва                                                                             | Рік  | CAN                    | AUS                    | FRA                    | POR                    | SWE Heat.              | UK Stream.             | US                     | US R&B/HH              | US R&B                 | WW                     | Альбом                |
| --------------------------------------------------------------------------------- | ---- | ---------------------- | ---------------------- | ---------------------- | ---------------------- | ---------------------- | ---------------------- | ---------------------- | ---------------------- | ---------------------- | ---------------------- | --------------------- |
| «Fountains» (Дрейк разом із Tems)                                                 | 2021 | 36                     | 36                     | 70                     | 43                     | 7                      | 23                     | 26                     | 18                     | 2                      | 26                     | Certified Lover Boy   |
| «Found» (за участю Брента Файяза)                                                 | 2021 | —                      | —                      | —                      | —                      | —                      | —                      | —                      | —                      | 17                     | —                      | If Orange Was a Place |
| «Move» (Бейонсе разом із Грейс Джонс та Tems)                                     | 2022 | 72                     | —                      | —                      | —                      | —                      | 76                     | 55                     | 22                     | 15                     | 53                     | Renaissance           |
| «—» denotes a recording that did not chart or was not released in that territory. |      |                        |                        |                        |                        |                        |                        |                        |                        |                        |                        |                       |

## Нагороди та номінації
| Год  | Нагорода                         | Категорія                                       | Робота                              | Результат | Покликання           |
| ---- | -------------------------------- | ----------------------------------------------- | ----------------------------------- | --------- | -------------------- |
| 2019 | The Headies                      | Best Vocal Performance (Female)                 | «Mr Rebel»                          | Номінація | [ 65 ]               |
| 2019 | The Headies                      | Best Alternative Song                           | «Mr Rebel»                          | Номінація | [ 65 ]               |
| 2020 | City People Music Award          | Next Rated Artiste (Female)                     | Herself                             | Номінація | [ 66 ] [ 67 ]        |
| 2020 | The Headies                      | Next Rated                                      | Herself                             | Номінація | [ 68 ]               |
| 2020 | The Future Awards Africa         | Prize for Music                                 | Herself                             | Номінація | [ 69 ]               |
| 2021 | BET Awards                       | Best New International Act                      | Herself                             | Номінація | [ 70 ] [ 71 ]        |
| 2021 | MTV Africa Music Award           | Best Breakthrough Act                           | Herself                             | Номінація | [ 72 ]               |
| 2021 | Net Honours                      | Most Played Alternative Song                    | «Damages»                           | Перемога  | [ 73 ]               |
| 2021 | All Africa Music Awards          | Best Female Artist in Western Africa            | Herself                             | Номінація | [ 74 ] [ 75 ] [ 76 ] |
| 2021 | All Africa Music Awards          | Best African Collaboration                      | «Essence» (Wizkid разом із Tems)    | Перемога  | [ 74 ] [ 75 ] [ 76 ] |
| 2021 | All Africa Music Awards          | Song of the Year                                | «Essence» (Wizkid разом із Tems)    | Перемога  | [ 74 ] [ 75 ] [ 76 ] |
| 2021 | All Africa Music Awards          | Best Artist, Duo or Group in African RnB & Soul | «Essence» (Wizkid разом із Tems)    | Номінація | [ 74 ] [ 75 ] [ 76 ] |
| 2021 | All Africa Music Awards          | Best Artist, Duo or Group in African RnB & Soul | «Damages»                           | Номінація | [ 74 ] [ 75 ] [ 76 ] |
| 2021 | All Africa Music Awards          | Breakout Artist of the Year                     | Herself                             | Номінація | [ 74 ] [ 75 ] [ 76 ] |
| 2021 | African Entertainment Awards USA | Best Female Artist                              | Herself                             | Перемога  | [ 77 ]               |
| 2021 | African Entertainment Awards USA | Artist of the Year                              | Herself                             | Номінація | [ 77 ]               |
| 2021 | African Entertainment Awards USA | Best Female Artist — Central/West Africa        | Herself                             | Номінація | [ 77 ]               |
| 2021 | African Entertainment Awards USA | Best Collaboration                              | «Essence» (Wizkid разом із Tems)    | Перемога  | [ 77 ]               |
| 2021 | African Entertainment Awards USA | Best Video                                      | «Essence» (Wizkid разом із Tems)    | Перемога  | [ 77 ]               |
| 2021 | African Entertainment Awards USA | Song of the Year                                | «Essence» (Wizkid разом із Tems)    | Перемога  | [ 77 ]               |
| 2021 | MTV Europe Music Awards          | Best African Act                                | Herself                             | Номінація | [ 78 ]               |
| 2021 | Soul Train Music Awards          | Best Collaboration                              | «Essence» (Wizkid разом із Tems)    | Перемога  | [ 79 ]               |
| 2021 | Soul Train Music Awards          | Video of the Year                               | «Essence» (Wizkid разом із Tems)    | Номінація | [ 79 ]               |
| 2021 | Soul Train Music Awards          | Song of the Year                                | «Essence» (Wizkid разом із Tems)    | Номінація | [ 79 ]               |
| 2021 | Soul Train Music Awards          | The Ashford & Simpson Songwriter’s Award        | «Essence» (Wizkid разом із Tems)    | Номінація | [ 79 ]               |
| 2021 | Soul Train Music Awards          | Best New Artist                                 | Herself                             | Номінація | [ 79 ]               |
| 2022 | Grammy Awards                    | Best Global Music Performance                   | «Essence» (Wizkid разом із Tems)    | Номінація | [ 80 ]               |
| 2022 | NAACP Image Awards               | Outstanding New Artist                          | Herself                             | Номінація | [ 81 ]               |
| 2022 | NAACP Image Awards               | Outstanding Music Video/Visual Album            | «Essence» (Wizkid разом із Tems)    | Перемога  | [ 81 ]               |
| 2022 | NAACP Image Awards               | Outstanding International Song                  | «Essence» (Wizkid разом із Tems)    | Перемога  | [ 81 ]               |
| 2023 | Grammy Awards                    | Best Melodic Rap Performance                    | «Wait for U» (Future, Drake & Tems) | Перемога  | [ 82 ]               |